# Le Ring (film, 1927)
Pour les articles homonymes, voir Ring et Le Masque de cuir.
Pour plus de détails, voir Fiche technique et Distribution.
Le Ring (The Ring) est un film muet britannique réalisé par Alfred Hitchcock, sorti en 1927.
On trouve le film en DVD sous le titre Le Masque de cuir.

## Synopsis
Il s'agit d'un triangle amoureux entre un jeune boxeur, son épouse et un champion de boxe.
Jack, un boxeur de foire, est remarqué par Bob Corby, un champion de boxe. Bob flirte avec Nellie, la fiancée de Jack, et donne une chance au boxeur amateur de faire une carrière. Jack et Nellie se marient en présence de tous les plus curieux spécimens de la foire. Puis il entame son parcours professionnel. Plus il gagne de matchs et s'enrichit, plus sa femme s'éloigne de lui, et sort avec Bob Corby. Puis vient une rencontre de championnat entre les deux hommes ; Jack bat finalement Bob, et Nellie s'amende et revient avec lui.

## Fiche technique
- Titre original : The Ring
- Titre français : Le Ring
- Réalisation : Alfred Hitchcock

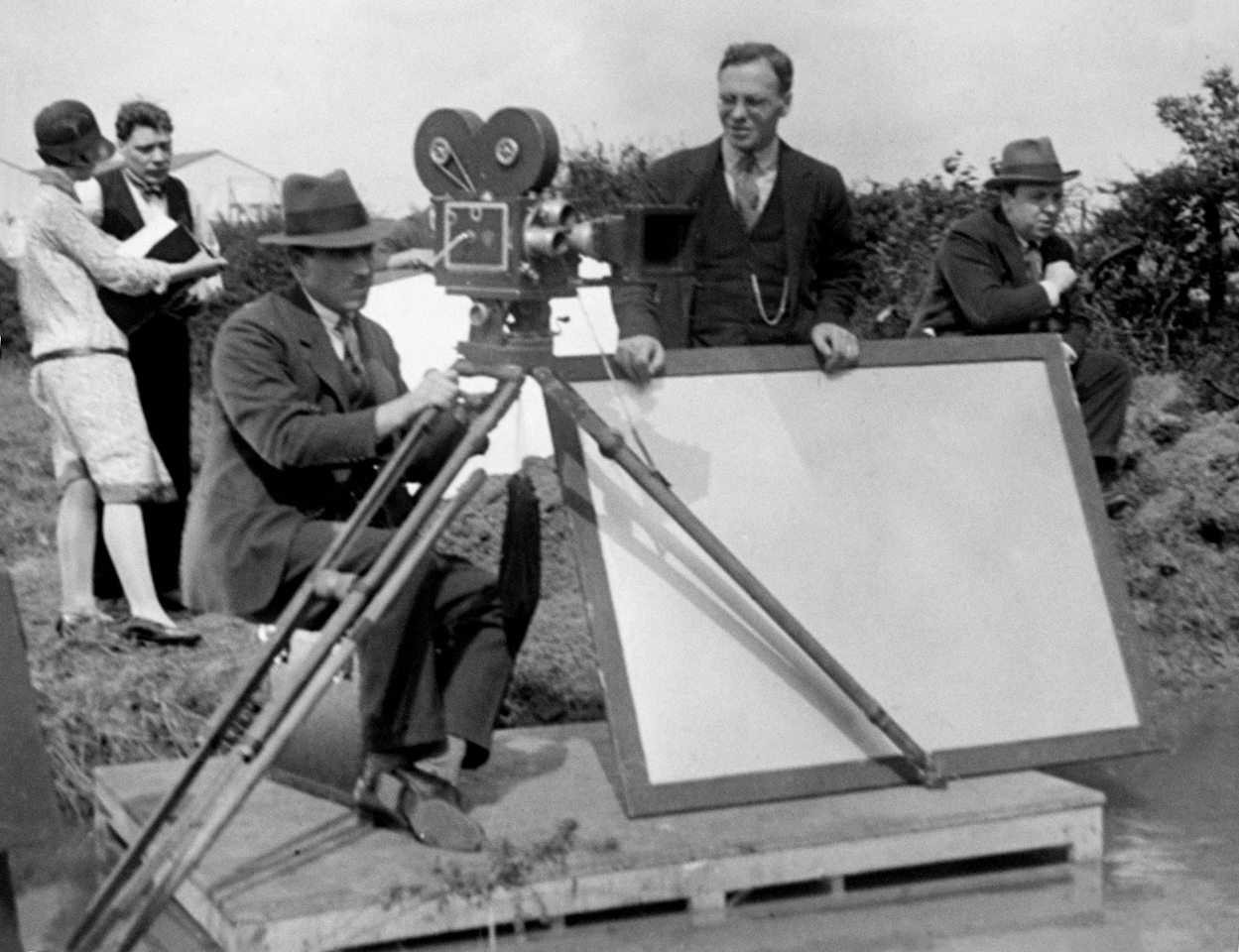
Le directeur de la photographie Jack E. Cox (à gauche) et le réalisateur Alfred Hitchcock (à droite) lors du tournage du film.

- Scénario : Alfred Hitchcock (Alma Reville et Eliot Stannard non crédités)
- Adaptation : Alma Reville
- Direction artistique : C. Wilfred Arnold
- Photographie : Jack E. Cox
- Production : John Maxwell
- Société de production : British International Pictures
- Société de distribution :  Wardour Films ;  Pathé Consortium Cinéma
- Pays de production :  Royaume-Uni
- Langue originale : anglais
- Format : noir et blanc — 35 mm — 1,33:1 — Film muet
- Genre : Comédie dramatique
- Durée : 116 minutes
- Dates de sortie :
  - Royaume-Uni : 1er octobre 1927
  - France : 3 mai 1929

## Distribution
- Carl Brisson : "One-Round" Jack Sander
- Lillian Hall-Davis : Nellie
- Ian Hunter : Bob Corby, le champion
- Gordon Harker (en) : L'entraîneur de Jack
- Forrester Harvey : Harry
- Harry Terry (en) : Le forain
- Billy Wells (en) : Le boxeur
- Charles Farrell : Le second
- Clare Greet : La bohémienne
- Tom Helmore : Un spectateur

## Production
« Il y avait toutes sortes de choses qu'on ne ferait plus aujourd'hui, par exemple une petite fête, un soir, après un match de boxe. On verse le champagne dans les verres et on voit très bien le champagne qui pétille, et toutes les bulles... On porte un toast à l'héroïne et on s'aperçoit qu'elle n'est pas là parce qu'elle s'est éclipsée avec un autre homme. Alors le champagne ne pétille plus. »

— Alfred Hitchcock, in Hitchcock/Truffaut, Ed. Ramsay Poche Cinéma (1986)  (ISBN 2859564365)

« Dans ce film, j'ai inauguré certains procédés qui sont devenus très courants ensuite. Par exemple, pour montrer la progression de la carrière d'un boxeur : d'abord une grande affiche publicitaire dans la rue, son nom est en bas de l'affiche ; puis on comprend que c'est l'été et son nom grossit et monte sur l'affiche ; puis c'est l'automne, etc. »

— Alfred Hitchcock, in Hitchcock Truffaut, Ed. Ramsay Poche Cinéma (1986)  (ISBN 2859564365)

## Autour du film
- Le film est entièrement crédité à Alfred Hitchcock : réalisation, scénario.
- Le titre original (The Ring), l'anneau, symbolise à la fois le lieu de la rencontre de boxe, l'alliance du mariage, le bracelet offert par l'amant, le cercle qui se referme quand la femme quitte l'amant pour retourner à son mari.
- Hitchcock fait apparaître des personnages typiques des foires (siamois, géant, nain...), comme plus tard dans Cinquième Colonne